# Monuments nationaux de Doboj
Cet article recense les monuments nationaux situés sur le territoire de la ville de Doboj en Bosnie-Herzégovine et dans la république serbe de Bosnie. La liste établie par la Commission pour la protection des monuments nationaux compte 4 monuments nationaux inscrits sur la liste principale et 3 monuments inscrits sur une liste provisoire.

## Monuments nationaux
| Monument                                     | Ville ou village | Géolocalisation | Datation        | Commentaire éventuel | Photo |
| -------------------------------------------- | ---------------- | --------------- | --------------- | -------------------- | ----- |
| Site de Crkvina à Makljenovac                | Makljenovac      |                 | Préhistoire     | Site archéologique   |       |
| Maison Mulalić                               | Doboj            |                 | 1890            |                      |       |
| Camp romain et localité civile à Makljenovac | Makljenovac      |                 | Période romaine | Site archéologique   |       |
| Forteresse de Doboj                          | Doboj            |                 | Moyen Âge       |                      |       |

## Liste provisoire
| Monument                                          | Ville ou village | Géolocalisation | Datation | Commentaire éventuel                                                                 | Photo |
| ------------------------------------------------- | ---------------- | --------------- | -------- | ------------------------------------------------------------------------------------ | ----- |
| Église de la Descente-du-Saint-Esprit de Boljanić | Boljanić         |                 |          |                                                                                      |       |
| Église de l'Ascension de Srpska Grapska           | Srpska Grapska   |                 |          |                                                                                      |       |
| Chapelle dans le cimetière de Dragalovci          | Dragalovci       |                 |          | Avec le cimetière ; le village est aujourd'hui situé dans la municipalité de Stanari |       |